# ديسمبر 2006
ديسمبر 2006 هو الشهر الثاني عشر من عام 2006. بدأ الشهر يوم الجمعة، وانتهى يوم الأحد بعد 31 يومًا.

## بوابة:أحداث جارية
| \| 1 ديسمبر 2006 (الجمعة) \| عدل \| تاريخ \| راقب \| تصفح \| |     |       |      |      |
| - افتتاح أسطوري لآسياد الدوحة بحضور أمير قطر حمد بن خليفة (الجزيرة) - المعارضة اللبنانية تبدأ اعتصاما لمطالبة الحكومة اللبنانية برئاسة فؤاد السنيورة بالاستقالة (الجزيرة) - استشهاد فتى فلسطيني في الضفة الغربية بعد ساعات من مطالبة وزيرة الخارجية الأميركية كوندوليزا رايس بتوسيع التهدئة في الأراضي الفلسطينية. (الجزيرة) - عاد رئيس الوزراء العراقي نوري المالكي إلى بغداد بوعد من واشنطن بتعزيز حكومته (الجزيرة) |     |       |      |      |
| 1 ديسمبر 2006 (الجمعة) | عدل | تاريخ | راقب | تصفح |

| 1 ديسمبر 2006 (الجمعة) | عدل | تاريخ | راقب | تصفح |

| \| 7 ديسمبر 2006 (الخميس) \| عدل \| تاريخ \| راقب \| تصفح \| |     |       |      |      |
| - شنّ الأمين العام لحزب الله حسن نصر الله هجوما غير مسبوق على الأغلبية الحاكمة في لبنان، وعلى رئيس الحكومة فؤاد السنيورة. كما اتهم شخصيات بالأغلبية بالمشاركة في الحرب الإسرائيلية الأخيرة عبر تحريض الأميركيين والإسرائيليين على ضرب الحزب وتخزين الأسلحة وتوزيعها، مُلوّحا بتصعيد المطالب الحالية للمعارضة باتجاه الانتخابات المبكرة. (الجزيرة) - قال الجيش الأميركي في العراق الخميس إنه قصف عددا من المباني في مدينة الرمادي بنيران الدبابات مما أسفر عن مقتل 14 مسلحا. وذكر مصدر طبي عراقي أن تسعة آخرين بينهم أطفال أصيبوا في الهجوم. (الجزيرة) - أكدت مصادر أمنية سعودية أنها ألقت القبض على اثنين من المسلحين الذين كانوا يتحصنون بمبنى أطلقت منه النار على حراسات سجن الرويس بجدة مما أدى إلى مقتل رجلي أمن. (الجزيرة) - دعت الحكومة الصومالية الانتقالية إلى تسريع نشر قوات أفريقية في البلاد عقب تبني مجلس الأمن الدولي قرارا في هذا الشأن، فيما رفضت المحاكم الإسلامية القرار ووصفته بأنه أميركي وانتقامي، متوعدة بهزيمة القوات الأجنبية في حال دخولها في الصومال. (الجزيرة) - استبعد رئيس الوزراء الإسرائيلي إيهود أولمرت إجراء محادثات مباشرة مع سوريا في المستقبل القريب. وقال إن سعي دمشق لزعزعة استقرار لبنان ودعمها حركة المقاومة الإسلامية (حماس) يجعل الفرص ضئيلة للتعاطي معها. (الجزيرة) أجلت المحكمة الجنائية العليا في العراق جلسة محاكمة الرئيس العراقي السابق صدام حسين وستة من أعوانه بتهمة ارتكاب "إبادة جماعية" في حق الأكراد خلال ما عرف بحملة الأنفال بين عامي 1987 و1988 إلى الثامن عشر من نفس الشهر. (الجزيرة) - قضت محكمة أمن الدولة الأردنية بالإعدام على ثلاثة سوريين وعراقي بتهمة إطلاق صواريخ على سفينتين حربيتين أميركيتين راسيتين في ميناء العقبة العام الماضي ومهاجمة ميناء إيلات الإسرائيلي. (الجزيرة) - أجلت محكمة تونسية النظر في قضية بلقاسم نوار المتهم بالتخطيط لهجوم انتحاري على معبد يهودي بجربة عام 2002 إلى 18 من نفس الشهر. (الجزيرة) - دعا وزير شؤون اللاجئين الفلسطيني عاطف عدوان، رئيس الوزراء العراقي نوري المالكي للتدخل شخصياً وبشكل سريع لحماية اللاجئين الفلسطينيين بالعراق والعمل على وقف حملات القتل والخطف والتنكيل التي يتعرضون لها بشكل يومي. (الجزيرة) - دخلت ضغوط تل أبيب للحصول على معلومات حول الجنديين الأسيرين لدى حزب الله اللبناني منعطفا جديدا، مع تأكيد مصدر عسكري إسرائيلي اليوم أن الجنديين أصيبا بجروح بالغة لدى أسرهما يوم 12 يوليو. (الجزيرة) |     |       |      |      |
| 7 ديسمبر 2006 (الخميس) | عدل | تاريخ | راقب | تصفح |

| 7 ديسمبر 2006 (الخميس) | عدل | تاريخ | راقب | تصفح |

| \| 16 ديسمبر 2006 (السبت) \| عدل \| تاريخ \| راقب \| تصفح \| |     |       |      |      |
| - رفضت الحكومة الفلسطينية والمجلس التشريعي وقياديون بارزون بينهم خالد مشعل وفاروق القدومي دعوة الرئيس محمود عباس إلى انتخابات رئاسية وتشريعية مبكرة، وفي المقابل رحبت الولايات المتحدة وبريطانيا وإسرائيل بها. (الجزيرة) - تواصلت في بغداد أعمال مؤتمر المصالحة الوطنية بمشاركة من أعضاء في حزب البعث المنحل. واغتيال الشيخ إسماعيل حسين عضو هيئة علماء المسلمين أثناء عودته من مدينة الحلة جنوب بغداد (الجزيرة) - فؤاد السنيورة: نزع سلاح حزب الله "شأن لبناني داخلي"، ورفضً لانضمام قضاة إسرائيليين إلى المحكمة الدولية لمحاكمة قتلة الحريري. (الجزيرة) - فوز أمل عبد الله القبيسي إلى جانب ثلاثة مرشحين عن إمارة أبوظبي في أول انتخابات تشريعية جزئية في الإمارات العربية المتحدة. (الجزيرة) - دافع توني بلير عن وقف التحقيق في فضيحة فساد تتعلق بصفقة أسلحة للسعودية، وقال إنه يتحمل شخصيا مسؤولية ذلك القرار. (الجزيرة) - أعلنت طهران استعدادها لتمكين بلدان الخليج من الاستفادة من خبرتها النووية. (الجزيرة) |     |       |      |      |
| 16 ديسمبر 2006 (السبت) | عدل | تاريخ | راقب | تصفح |

| 16 ديسمبر 2006 (السبت) | عدل | تاريخ | راقب | تصفح |

| \| 17 ديسمبر 2006 (الأحد) \| عدل \| تاريخ \| راقب \| تصفح \| |     |       |      |      |
| - اشتباكات مسلحة في محيط منزل ومكتب محمود عباس وهو يعرب عن استعداده لاستئناف المشاورات مع حركة حماس لتشكيل حكومة وحدة وطنية (الجزيرة) - معلنا دعمه للحكومة العراقية، توني بلير يعقد محادثات في بغداد مع نوري المالكي. ومقتل ثلاثة من جنود أمريكيين وإسقاط طائرة بدون طيار. (الجزيرة) - الأسرى الفلسطينيون في السجون الإسرائيلية يطالبون الفصائل الفلسطينية بصون الدم الفلسطيني. (الجزيرة) - أعلنت وزيرة الدفاع الفرنسية ميشال إليو ماري اعتزامها سحب 200 جندي من القوات الخاصة الفرنسية من أفغانستان. (الجزيرة) - استقال وزير الإعلام الكويتي محمد ناصر السنعوسي من منصبه، قبل استجوابه في مجلس الأمة. (الجزيرة) - شخص يفجر نفسه في قافلة للناتو في أفغانستان (بي بي سي) - الإدعاء العام المصري يستجوب أيمن نور بشأن مزاعم القذف والافتراء والتجديف وجهها إليه نائب موال للحكومة. (بي بي سي) - إختارت مجلة "تايم" الأمريكية موقع يو تيوب على الانترنيت رجل عام 2006. (بي بي سي) - طارق الهاشمي يطالب بإرسال المزيد من القوات الأمريكية لحماية بغداد ويعارض دعوة موفق الربيعي الذي يعتبر أنّه يتعين تخفيض هذه القوات في بغداد (بي بي سي) - الاتحاد الدولي لكرة القدم يرفع جميع العقوبات التي اتخذها في حق الاتحاد الإيراني لكرة القدم. (بي بي سي) |     |       |      |      |
| 17 ديسمبر 2006 (الأحد) | عدل | تاريخ | راقب | تصفح |

| 17 ديسمبر 2006 (الأحد) | عدل | تاريخ | راقب | تصفح |

| \| 30 ديسمبر 2006 (السبت) \| عدل \| تاريخ \| راقب \| تصفح \| |     |       |      |      |
| - إعدام صدام حسين قبل دقائق من الساعة السادسة صباحا (الجزيرة) - ثلاثة ملايين حاج يتوجهون إلى منى لرمي جمرة العقبة الكبرى قادمين من المزدلفة بعد وقوفهم على عرفات ركن الحج (الجزيرة) - أعلن رئيس الوزراء الإسرائيلي إيهود أولمرت أن إسرائيل لا تعتزم الإفراج عن أسرى فلسطينيين بمناسبة عيد الأضحى. (الجزيرة) - توعد زعيم حركة طالبان الملا محمد عمر القوات الأجنبية من أفغانستان، وقال إن الأفغان سيخرجونها بطريقة مخزية. (الجزيرة) - قال وزير الإعلام في الحكومة الصومالية المؤقتة إن القوات الحكومية مدعومة بالقوات الإثيوبية ستطارد عناصر المحاكم الإسلامية ومن سماهم بالمقاتلين الأجانب حتى إلقاء القبض عليهم. (الجزيرة) |     |       |      |      |
| 30 ديسمبر 2006 (السبت) | عدل | تاريخ | راقب | تصفح |

| 30 ديسمبر 2006 (السبت) | عدل | تاريخ | راقب | تصفح |